# Hoofdeconoom
Hoofdeconoom of hoofdeconome (Engels: chief economist) is een hoge positie in een bedrijf of organisatie. 
Een hoofdeconoom heeft over het algemeen substantiële verantwoordelijkheid over de uitvoering van financieel en economisch onderzoek en advies. De hoofdeconoom onderscheidt zich van de econoom door de reikwijdte van verantwoordelijkheden. Deze omvatten ook de planning, het toezicht en de coördinatie van het economisch onderzoek.
Veel banken en internationale organisaties kennen een hoofdeconoom. Internationale organisaties met een hoofdeconoom zijn onder meer de Wereldbank, het IMF en de Europese Bank voor Wederopbouw en Ontwikkeling.